# Szentlélek alászállása templom (Páros)
A párosi Szentlélek alászállása templom műemlékké nyilvánított épület Romániában, Hunyad megyében. A romániai műemlékek jegyzékében a  HD-II-m-A-03401 sorszámon szerepel.